# Шоу, Колин
Ко́лин Шоу (англ. Colin Shaw; 17 марта 1954, Пауэлл-Ривер) — канадский гребец-байдарочник, выступал за сборную Канады на всём протяжении 1980-х годов. Участник двух летних Олимпийских игр, бронзовый призёр чемпионата мира, победитель многих регат национального значения.

## Биография
Колин Шоу родился 17 марта 1954 года в городе Пауэлл-Ривер провинции Британская Колумбия. Активно заниматься греблей начал в раннем детстве, проходил подготовку в Бернаби, состоял в местном спортивном клубе BCKC.
Первого серьёзного успеха на взрослом международном уровне добился в 1984 году, когда попал в основной состав канадской национальной сборной и благодаря череде удачных выступлений удостоился права защищать честь страны на летних Олимпийских играх в Лос-Анджелесе — в зачёте четырёхместных экипажей на дистанции 1000 метров сумел дойти до финальной стадии, однако в решающем заезде финишировал лишь девятым. Год спустя побывал на чемпионате мира в бельгийском Мехелене, откуда привёз награду бронзового достоинства, выигранную вместе с напарником Доном Брайеном в километровой гонке байдарок-двоек.
Будучи одним из лидеров гребной команды Канады, Шоу благополучно прошёл квалификацию на Олимпийские игры 1988 года в Сеуле — стартовал здесь в двойках на тысяче метрах и в четвёрках на тысяче метрах, но в обоих этих дисциплинах остановился на стадии полуфиналов. Вскоре по окончании сеульской Олимпиады принял решение завершить спортивную карьеру, уступив место в сборной молодым канадским гребцам.